# Tarbaleopsis proxima
Tarbaleopsis proxima är en insektsart som beskrevs av Kevan, D.K.M. 1968. Tarbaleopsis proxima ingår i släktet Tarbaleopsis och familjen Pyrgomorphidae. Inga underarter finns listade i Catalogue of Life.